# Якшур-Бодьїнська волость
Якшу́р-Бодьї́нська во́лость — адміністративно-територіальна одиниця у складі Сарапульського повіту, з 8 листопада 1921 року Іжевського повіту Удмуртської АО.
Волость була утворена 1861 року. Станом на 1890 рік до складу волості входили 11 громад:
- Вижоїльська
- Іжевська
- Кургальська
- Куртеківська
- Лазоворцинська
- Патраківська
- Післеглудська
- Порвинська
- Пушкарівська
- Узгинська
- Якшур-Бодьїнська — село Якшур-Бодья, присілки Бодья, Якшур, виселок Бакулінський, починки Кенеровай, Бабашур

1917 року волость відійшла до складу В'ятської губернії, з 4 листопада 1920 року до складу Вотської АО. Вже при радянській владі, станом на 1926 рік, волость включала в себе 7 сільських рад із 100 поселеннями.